# بیژن (شرکت)
بیژن، شرکت تولیدکننده محصولات غذایی در ایران است که در سال ۱۳۴۸ توسط بیژن مهاجرین تأسیس و اولین تولیدکننده سس مایونز در ایران شناخته شد. این شرکت در سال 1392 توسط حسین مصطفی زاده خریداری شد و بعد از اضافه کردن دو شرکت پخش سراسری در ایران تبدیل به هلدینگ بیژن شد.مؤسس این هلدینگ مهندس حسین مصطفی‌زاده، کارآفرین برتر سال‌های1396، 1397، 1398 و 1400 است.

## تاریخچه
بیژن مهاجرین (۱۴۰۰ – ۱۳۱۵) بنیانگذار، با اطلاعاتی که در زمینه سس سفید هنگام تحصیل در آمریکا یافته بود با یک همزن و یک کارتن روغن در زیرزمین منزل خود شروع به کار کرد و در سال ۱۳۴۸ برای نخستین مرتبه سس مایونز را به بازار ایران عرضه کرد.
زمانی که یکی از رستوران‌های معروف تهران ۲ کارتن مایونز سفارش داده بود، باعث شادی بسیار زیادی شد. پس از مدتی زیرزمین به کارگاه کوچک ۳۰ متری در منطقه یوسف آباد تبدیل شد و با راه‌اندازی کارخانه دیاموند حرکت بزرگی را آغاز کرد.
پس از تلاش‌های بسیار، مردم با سس مایونز آشنا شدند و همین موضوع سبب افزایش فروش شد. توجه عموم به مایونز روز به روز بیشتر می‌شد و این سس هر روز شناخته‌تر و محبوب‌تر می‌شد.
بیژن در سال ۱۳۵۶ با تولید خیارشور در ظرف شیشه‌ای، برای نخستین بار در ایران ظروف شیشه‌ای را جایگزین قوطی فلزی کرد. پس از آن در سال ۱۳۵۸ با تولید رب گوجه‌فرنگی در ظروف شیشه‌ای به این مسیر ادامه داد.
در نهایت شرکت بیژن به عنوان اولین تولیدکننده سس مایونز، رب شیشه ای و سس کچاپ در ایران شناخته شد.

## تولید و محصولات
این شرکت سس‌های خود را در شهر تهران، رب در ارومیه، کنسرو در مشهد، خیارشور در شیراز، زیتون در رودبار و به‌طور کل هر محصول را در منطقه مخصوص به خود تولید می‌کند که محصولات تولید شده بیژن به شرح ذیل است:
- انواع سس (تک نفره، بطری، شیشه، دبه)
- انواع ترشی و شور
- انواع روغن
- انواع مربا
- انواع کنسرو
- رب گوجه‌فرنگی
- زیتون
- سرکه
- آبلیمو
- آبغوره
- کشک
- عسل

## گستردگی
بعد از پایه‌گذاری و رشد اولیه، بنا به مشکلات بازار و تغییرات صنعت غذا، بیژن با افولی غیرقابل پیش‌بینی رو به رو شد. تا اینکه در سال ۱۳۹۲ با تغییر مدیریت و انتقال امتیاز آن به حسین مصطفی‌زاده، بیژن به دوران اوج خود بازگشت و به یکی از تولیدکنندگان برتر صنایع غذایی ایران تبدیل شد.

### پخش
در این دوره جدید، تغییراتی ساختاری به وجود آمد که نتیجه آن، تأسیس نخستین شرکت پخش سراسری ۲۴ ساعته در ایران بود؛ شرکت پخش بیژن با گذشت کمتر از ۵ سال به عنوان بزرگ‌ترین شرکت پخش مویرگی حاضر در بخش خصوصی کشور به‌شمار می‌رود.

### صادرات
در حال حاضر بیژن محصولات خود را به کشورهای دنیا، از جمله کشورهای همسایه ایران و کشورهای اروپایی صادر می‌کند.

## گواهینامه و افتخارات
- گواهینامه ISO ۹۰۰۱:۲۰۱۵
- گواهینامه ISO ۱۰۰۰۲:۲۰۱۸
- ۱۳۹۸: کسب تندیس و گواهینامه رعایت حقوق مصرف‌کنندگان[۸]
- ۱۳۹۸: کسب مقام در «جشنواره ملی برند محبوب»[۹]
- ۱۳۹۹: کسب زرین مسئولیت‌پذیری اجتماعی در سومین آیین تجلیل از چهره‌های نامی صنعت و اقتصاد کشور[۱۰]
- ۱۳۹۹: همایش ملی برند ارزش آفرین
- ۱۳۹۹: اخذ تندیس سیمین از چهارمین جشنواره ملی صنعت سلامت‌محور[۳]
- ۱۳۹۹: کسب تندیس و گواهینامه رعایت حقوق مصرف‌کنندگان
- ۱۳۹۹: کسب مقام در «جشنواره ملی برند محبوب»
- ۱۳۹۹: گواهینامه رضایتمندی مشتری
- ۱۴۰۰: تندیس زرین برند محبوب ایرانی
- ۱۴۰۰: گواهینامه رضایتمندی مشتری[۵]
- ۱۴۰۰: نشان عالی کارآفرینان و مسئولیت اجتماعی
- ۱۴۰۱: کسب تندیس برند محبوب ایرانی از نهمین دوره جشنواره ملی برند محبوب مصرف‌کنندگان (سس گوجه فرنگی، ترشیجات، سس مایونز و سالاد)[۱۱]